# Abbottina (protista)
Abbottina es un género de foraminífero bentónico considerado un sinónimo posterior de Nonion de la subfamilia Nonioninae, de la familia Nonionidae, de la superfamilia Nonionoidea, del suborden Rotaliina y del orden Rotaliida. Su especie tipo era Abbottina tannerbankensis. Su rango cronoestratigráfico abarcaba el Holoceno.

## Clasificación
Abbottina incluía a la siguiente especie:
- Abbottina tannerbankensis